# Dönitz
Dönitz è una frazione della città tedesca di Klötze, nella Sassonia-Anhalt.

## Storia
Dönitz costituì un comune autonomo fino al 1º gennaio 2010.